# 제피 (음악가)
제피(영어: Xepy, 1984년 11월 1일 ~ )은 대한민국의 작사가, 작곡가이자 프로듀서이다.

## 소개
프로듀서 팀 Safari M 프로덕션의 대표이며 힙합 크루 오버클래스와 라이머를 수장으로 한 브랜뉴뮤직의 프로듀서로 각각 소속되어 있다. 2008년에 오버클래스의 콜라보 앨범 Collage 2의 타이틀곡이자 한국대중음악상을 수상한 산이의 RAP GENIUS를 통해 프로듀서 및 작곡가로써 데뷔하였고, 2010년에 산이, 스윙스, 버벌진트 및 유명 랩퍼들이 대거 참여 한 본인의 첫 정규 프로듀싱 앨범 Pandora Disc를 발표하였다. 2014년 센세이션을 일으킨 소유 X 정기고의 썸을 작사·작곡 하여 썸의 히트에 기여하며 본격적인 K-POP 프로듀서 활동을 시작했다. 이후 한동근의 이 소설의 끝을 다시 써보려 해, 읽지 않음, 그대라는 사치, 미치고 싶다, 북극태양 등 한동근의 히트곡들을 작사, 작곡하며 활약 했으며 다비치의 두사랑, 받는사랑이 주는사랑에게, 이해리의 종이별의 꿈, 산이의 이별식탁, 강민희의 나 왜이래, 케이윌 X 다비치의 니가 하면 로맨스를 작사·작곡하였다. 그 후 2019년 AB6IX의 첫 정규앨범의 타이틀 곡 Blind for Love의 작곡과 프로듀싱에 참여하였다. 원더걸스, 신승훈, 블락비, 조PD, 탑독, 이블, 조권, 이현, 휘성, 칸토, 세븐틴, 몬스타엑스, 박정현, 구구단, 엘리스, 김태우, 매드클라운, 정세운, 더콰이엇, 스윙스, 제시, 범키, 니콜, 마이크로닷, 딕펑스, 산체스, 스컬, 하하, 거미, 인피니트, 김규종, 조현아, 허클베리 피 등 다양한 가수들과의 음악 작업 및 OST와 CM송 등으로 활동영역을 넓히며 주목을 받고 있다. 버벌 진트의 비타민 워터 CF에서 직접 작사, 작곡과 함께 보컬로 참여하기도 하였다.